# Aulonocnemis exarata
Aulonocnemis exarata är en skalbaggsart som beskrevs av Johann Christoph Friedrich Klug 1838. Aulonocnemis exarata ingår i släktet Aulonocnemis och familjen Aulonocnemidae. Inga underarter finns listade.